# Деревообрабатывающая промышленность
Деревообрабатывающая промышленность — отрасль лесной промышленности. Используя как сырье различные лесоматериалы, деревообрабатывающая промышленность осуществляет механическую и химико-механическую обработку и переработку древесины.

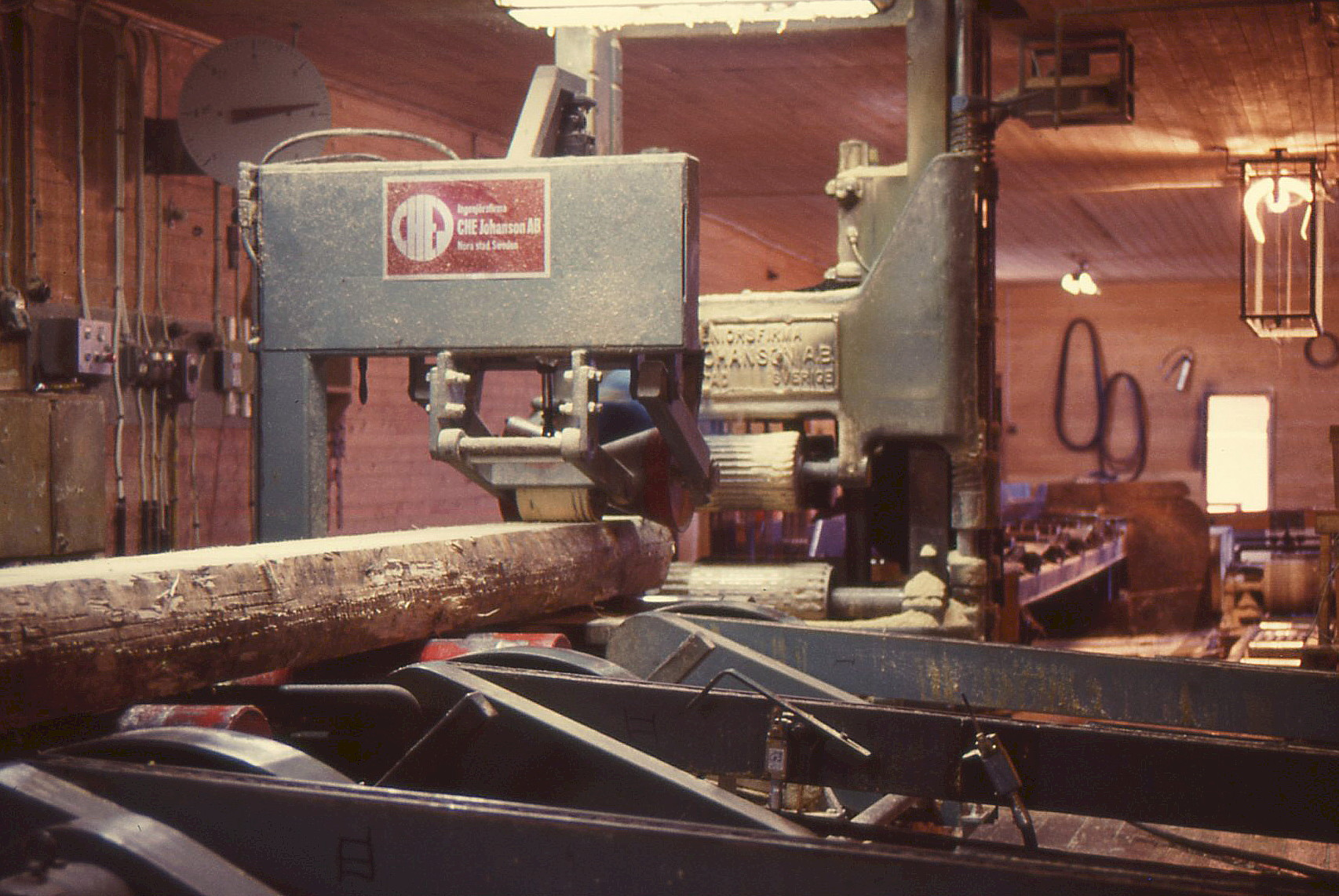
Лесопилка в Швеции

Деревообрабатывающая промышленность производит такие материалы, как шпалы, фанера, древесные плиты (ДВП, ДСтП, MDF и т. д.), брусья, черновые заготовки, а также готовые детали для вагоностроения, автостроения, авиастроения, обозостроения и судостроения, спички, мебель, деревянную тару и др.

## Деревообрабатывающая промышленность в СССР
В СССР деревообрабатывающая промышленность начала интенсивно развиваться в 1929—1940 годах в связи с ростом различных отраслей промышленности.